# Mia Mamede
Mia Mamede (Vitória, Espírito Santo; 24 de octubre de 1995) es una modelo, actriz y reina de belleza brasileña, que fue coronada en la 67.ª edición de Miss Universo Brasil y fue la primera mujer de su estado (Espírito Santo) en ganar Miss Brasil. Como Miss Brasil, Mamede representó al país carioca en el concurso Miss Universo 2022.

## Carrera
Mamede representó a Vitória en el concurso, y pasó a ganar el título. Como Miss Espírito Santo, Mamede recibió el derecho de representar a Espírito Santo en el concurso de Miss Brasil 2022 el 19 de julio de 2022. En el concurso, Mamede avanzó a los dieciséis primeros, luego a los diez primeros, y finalmente a los cinco primeros. Al final del evento, Mamede pasó a ganar el concurso y fue coronada como Miss Universo Brasil 2022 por la titular saliente, Teresa Santos, del estado de Ceará, convirtiéndose en la primera mujer de Espírito Santo en ganar el certamen nacional.
Como Miss Brasil, Mamede representó a Brasil en el concurso Miss Universo 2022, donde no logró clasificar al Top 16 de cuartofinalistas.